# رواية ملحمة السواد
هي رواية صادرة عن دار روافد بيروت للكاتب والصحفي حسام الغزالي وتم نشرها من خلال مكتبة نور تكشف الرواية الكواليس والخفايا التي سار عليها تنظيم الدولة الإسلامية "داعش" ليكون أقوى وأغنى تنظيم جهادي في العالم، يذكر المؤلف حسام الغزالي أن جميع المواقع والأحداث في هذه الرواية حقيقية، وتم ذكر بعض الأسماء صراحة وذلك بعد التأكد من تورطها الفعلي بوثائق وشهود عيان، وأن بعض الأسماء تم تحويرها، لأسباب خاصة.
رواية ملحمة السواد كُتبت بعد الاطلاع على مشاهدة العديد من شهود العيان في العراق (الصحفيين خاصة)، وصولاً إلى شخصيات مقربة من البغدادي في أنقرة وغازي عنتاب.
إنها تتحدث على لسان البغدادي بتفاصيل كثيرة لا يعرفها العامة ولم يذكرها الإعلام، تفاصيل توضح الطريقة التي نشأ من خلالها داعش، وتوضح موقف بعض الدول العربية واستغلالها لهذا التنظيم
إنها قصة تجمع الجهاد والقوة وبنفس الوقت تجمع البساطة والخداع.. تعتبر الرواية أقرب إلى السيرة الواقعية خلف تنظيم الدولة الإسلامية في العراق والشام، السيرة التي لا يعرفها إلا القلة، سيرة توضح أن الكثير من سماسرة السياسة وسماسرة الدين تلطخت أيديهم بدماء شعوبهم.
أوضح الكاتب والصحفي في جريدة القبس الكويتية علي أحمد البغلي، أهمية هذه الرواية وكشفها لحقائق حول الكويت والتنبؤات التي قدمتها الرواية حول مستقبل الإرهاب في بعض الدول العربية، وكتب في جريدة القبس عنها تحت عنوان "الرشيدة برداً وسلاماً على مجرمي هذا الزمن؟"
صدر من الرواية الطبعة الرابعة عن دار روافد ودار المحجة البيضاء ناقشت الرواية الأمور الآتية: تورط أنظمة عربية وعالمية في صناعة الخدعة الكبرى، وعلاقة سجن بوكا بمنظمة كيرباك الإسلامية؟. ما هو خط الجرزان الواصل بين تل أبيب والعديد من العواصم العربية؟. كيف تدخل جهاز الشاباك في توسيع نطاق سيطرة داعش؟. ما علاقة البغدادي بمجلس المرجعية التوحيدي؟. كيف غير جهاز الاستخبارات السوري وحركة محمود أغاسي مسار هذا التنظيم؟ من هو أبو بكر البغدادي.. وكيف تم إنقاذه من قبل جهاز الاستخبارات التركي؟..
عرضت رواية رواية ملحمة السواد للكاتب حسام الغزالي.. تفاصيل حول قوات الباسيج الايرانية - منظمة كيرباك الإسلامية.. جماعة حزمت كولن، شركة بلاك ووتر الأمريكية، سجن بوكا
مجزرة سبايكر الإيزيديون وخاصرة الشيطان. رواية واقعية تسرد حقائق تُكشف للمرة الأولى..
1. ↑  "https://www.noor-book.com/%D9%83%D8%AA%D8%A7%D8%A8-%D9%85%D9%84%D8%AD%D9%85%D9%87-%D8%A7%D9%84%D8%B3%D9%88%D8%A7%D8%AF-pdf-1628845490". مؤرشف من الأصل في 2020-10-18. {{استشهاد ويب}}: روابط خارجية في |عنوان= (مساعدة)
2. ↑  حسام الغزالي، حسام (2018). "https://daralmahaja.com/index.php/home/bookdetails/Mjg5Ng==/0". مؤرشف من الأصل في 2019-09-26. {{استشهاد ويب}}: روابط خارجية في |عنوان= (مساعدة)
3. ↑  حسام ابراهيم الغزالي، حسام الغزالي (2018). "https://www.rebaznews.net/ar/content/%D9%85%D9%84%D8%AD%D9%85%D8%A9-%D8%A7%D9%84%D8%B3%D9%88%D8%A7%D8%AF-%D9%84%D9%84%D9%83%D8%A7%D8%AA%D8%A8-%D8%AD%D8%B3%D8%A7%D9%85-%D8%A7%D9%84%D8%BA%D8%B2%D8%A7%D9%84%D9%8A". عربي21. مؤرشف من الأصل في 1 سبتمبر 2024. اطلع عليه بتاريخ 2018. {{استشهاد ويب}}: تحقق من التاريخ في: |تاريخ الوصول= (مساعدة) وروابط خارجية في |عنوان= (مساعدة)صيانة الاستشهاد: BOT: original URL status unknown (link)
4. ↑  علي أحمد البغلي، علي البفلي (2018). "https://www.alqabas.com/article/565942-%D8%A7%D9%84%D8%B1%D8%B4%D9%8A%D8%AF%D8%A9-%D8%A8%D8%B1%D8%AF%D8%A7%D9%8B-%D9%88%D8%B3%D9%84%D8%A7%D9%85%D8%A7%D9%8B-%D8%B9%D9%84%D9%89-%D9%85%D8%AC%D8%B1%D9%85%D9%8A-%D9%87%D8%B0%D8%A7-%D8%A7%D9%84/". الرشيدة برداً وسلاماً على مجرمي هذا الزمن؟. {{استشهاد ويب}}: الوسيط |تاريخ الوصول بحاجة لـ |مسار= (مساعدة)، الوسيط |مسار= غير موجود أو فارع (مساعدة)، وروابط خارجية في |عنوان= (مساعدة)
5. ↑  علي البغلي، علي البغلي (2018). "https://www.alqabas.com/article/565942-%D8%A7%D9%84%D8%B1%D8%B4%D9%8A%D8%AF%D8%A9-%D8%A8%D8%B1%D8%AF%D8%A7%D9%8B-%D9%88%D8%B3%D9%84%D8%A7%D9%85%D8%A7%D9%8B-%D8%B9%D9%84%D9%89-%D9%85%D8%AC%D8%B1%D9%85%D9%8A-%D9%87%D8%B0%D8%A7-%D8%A7%D9%84/". https://www.alqabas.com/article/565942-%D8%A7%D9%84%D8%B1%D8%B4%D9%8A%D8%AF%D8%A9-%D8%A8%D8%B1%D8%AF%D8%A7%D9%8B-%D9%88%D8%B3%D9%84%D8%A7%D9%85%D8%A7%D9%8B-%D8%B9%D9%84%D9%89-%D9%85%D8%AC%D8%B1%D9%85%D9%8A-%D9%87%D8%B0%D8%A7-%D8%A7%D9%84/. مؤرشف من الأصل في 2020-01-31. اطلع عليه بتاريخ 2018. {{استشهاد ويب}}: تحقق من التاريخ في: |تاريخ الوصول= (مساعدة) وروابط خارجية في |صحيفة= و|عنوان= (مساعدة)
6. ↑  حسام ابراهيم الغزالي، حسام الغزالي (2018). "https://daralmahaja.com/index.php/home/bookdetails/Mjg5Ng==/0". https://daralmahaja.com/index.php/home/bookdetails/Mjg5Ng==/0. {{استشهاد ويب}}: تحقق من التاريخ في: |تاريخ الوصول= (مساعدة)، الوسيط |تاريخ الوصول بحاجة لـ |مسار= (مساعدة)، الوسيط |مسار= غير موجود أو فارع (مساعدة)، وروابط خارجية في |صحيفة= و|عنوان= (مساعدة)
7. ↑  "https://mahmoudagasi.weebly.com/157516041587161015851577-1575160415841575157816101577.html". https://mahmoudagasi.weebly.com/157516041587161015851577-1575160415841575157816101577.html. 2018. {{استشهاد ويب}}: تحقق من التاريخ في: |تاريخ الوصول= (مساعدة)، الوسيط |تاريخ الوصول بحاجة لـ |مسار= (مساعدة)، الوسيط |مسار= غير موجود أو فارع (مساعدة)، وروابط خارجية في |صحيفة= و|عنوان= (مساعدة)